# Granica armeńsko-azerska
Granica azersko-armeńska – granica międzypaństwowa dzieląca terytoria Azerbejdżanu i Armenii, ciągnąca się na długości 787 km.